# Panache (géologie)
Pour les articles homonymes, voir Panache.

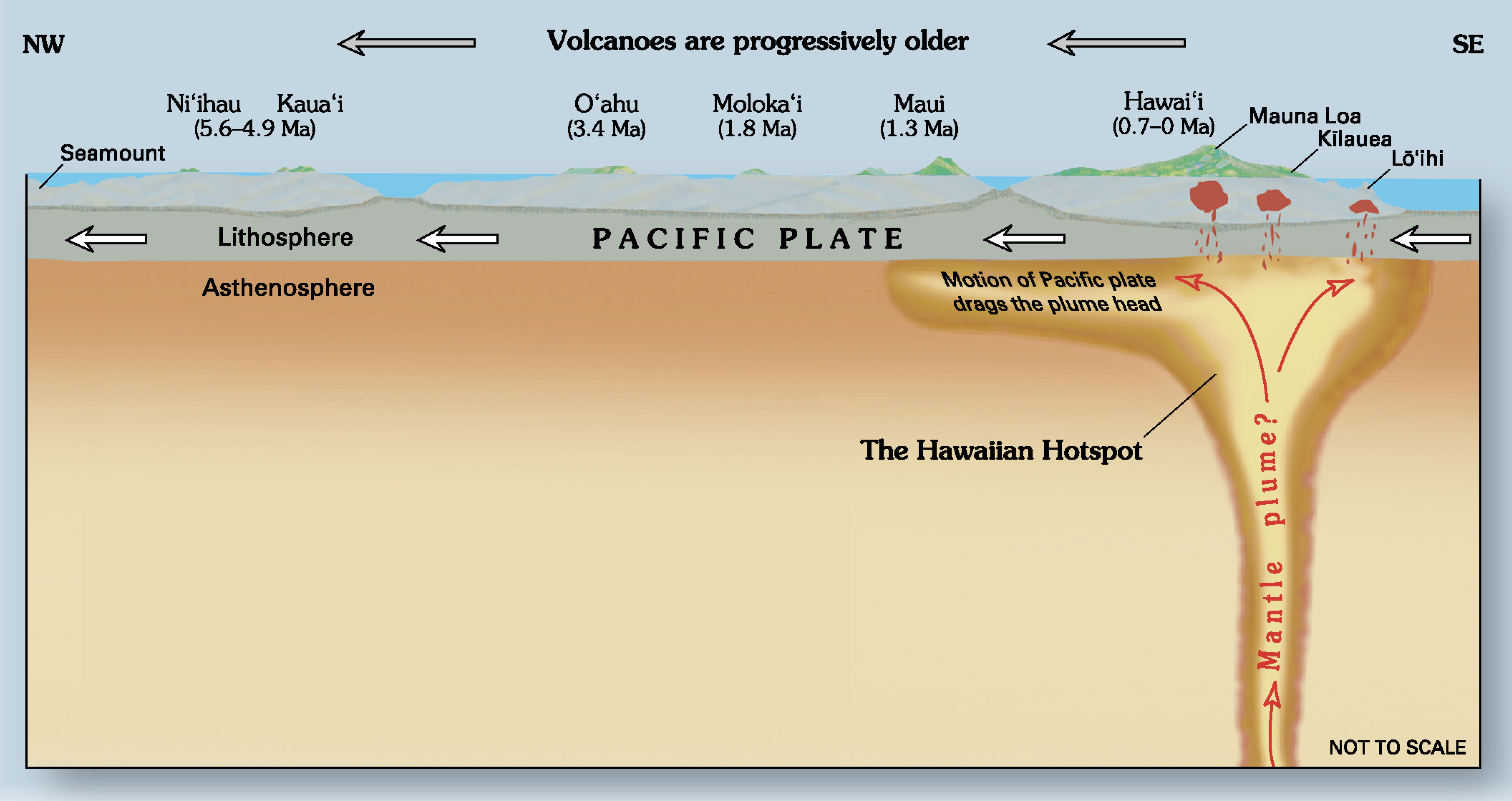
L'archipel d'Hawaï montre ses volcans alimentés par le point chaud, manifestation en surface de l'activité d'un panache.

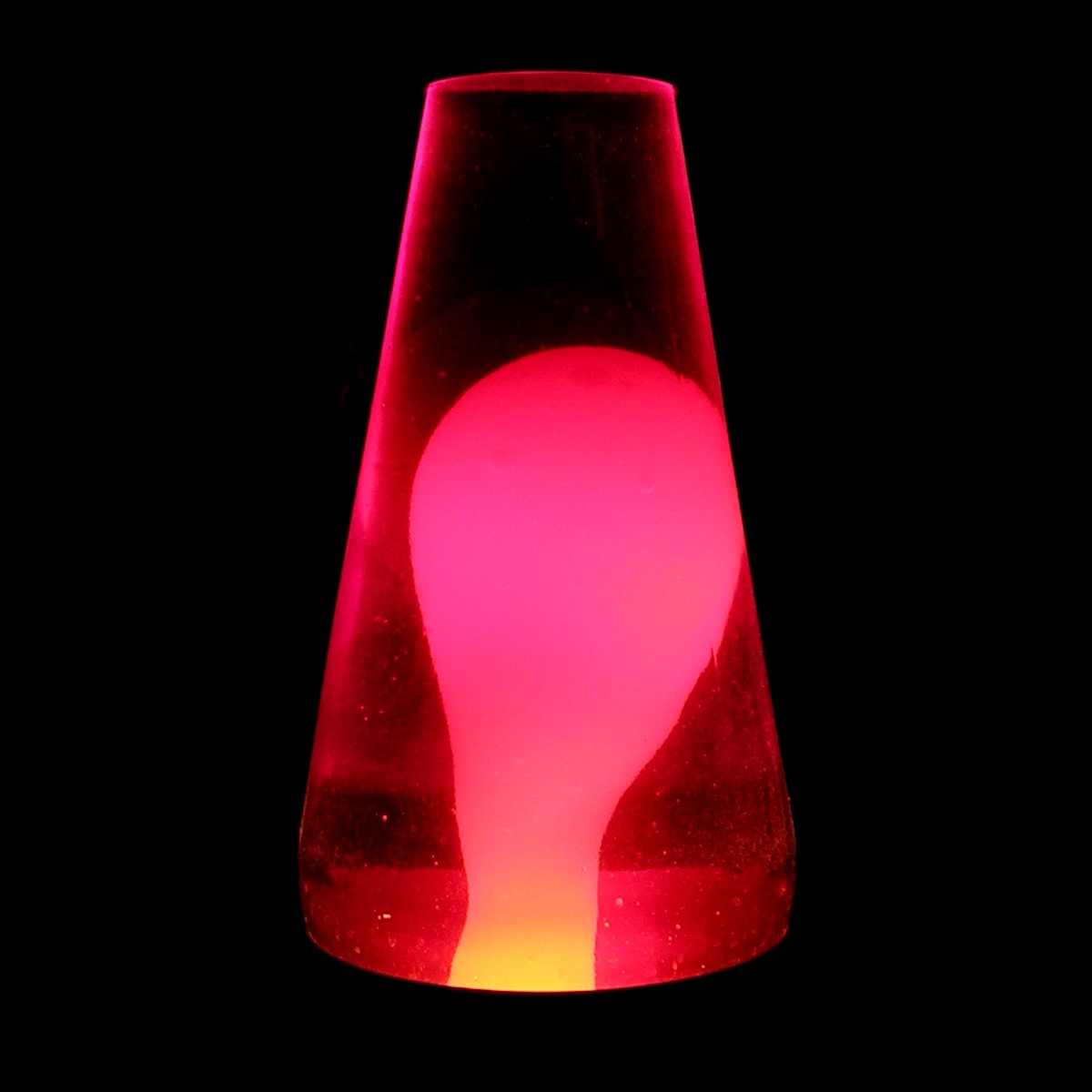
Une lampe à lave illustre le concept de panache.

Un panache est, en géologie, une remontée de roches anormalement chaudes, provenant du manteau terrestre. Comme la partie haute des panaches peut fondre partiellement en atteignant des profondeurs faibles, ils sont souvent à l'origine de centres magmatiques tels que les points chauds, et peuvent être à l'origine de grandes coulées basaltiques appelées trapps.
C'est un phénomène permettant à la Terre d'évacuer sa chaleur interne, mais qui reste d'une importance secondaire par rapport à la chaleur perdue en limite de plaques lithosphériques. Certains scientifiques pensent que la tectonique des plaques refroidirait le manteau, alors que les panaches refroidiraient le noyau terrestre[réf. souhaitée]. En 2016, une modélisation thermomécanique suggère que les panaches sont à l'origine des premières plaques tectoniques en fracturant la croûte terrestre il y a 4 milliards d’années.

## Le modèle de panache–point chaud de Wilson–Morgan
Le modèle de panache–point chaud de Wilson–Morgan (Wilson, 1963 ; Morgan, 1971) explique le volcanisme de points chauds par l'existence de panaches fins asthénosphériques. Ce modèle est depuis complété par celui de superpanache mantellique, qui est considéré comme un mécanisme majeur des cycles wilsoniens, capable de fracturer un supercontinent en l’affaiblissant thermiquement,. Si le développement des chaînes d’accrétion semble intimement lié au cycle des supercontinents et à l’activité de panaches, aucune corrélation temporelle simple n'est pour l'instant observée.
On suppose, en accord avec un hypothétique ralentissement du mouvement des plaques, qui peut être associé à la formation d'un supercontinent durant une période longue et prolongée, que, en l'absence de convection mantellique, le manteau inférieur commencerait à surchauffer localement. Ces régions plus chaudes du manteau, à proximité de l'interface noyau-manteau, subissent une poussée d'Archimède relativement au matériau qui les entoure, et commencent à monter par diapirisme.
Ce super-panache remonte au travers du manteau. En atteignant de faibles profondeurs dans l’asthénosphère, le haut du panache subit une fusion partielle, du fait de la décompression induite par la chute de la pression lithostatique, et de grands volumes de magma se forment. Ce magma remonte à travers l’asthénosphère jusqu'à atteindre la croûte, où se forme un point chaud. Du fait de leur profondeur importante, il est difficile de prouver l'existence des super-panaches et la théorie de Morgan est assez controversée.

## Arguments soutenant la théorie
Les panaches fournissent une explication au volcanisme intraplaque de points chauds. Divers éléments soutiennent cette idée : l'alignement des volcans, la fixité des points chauds, et les anomalies géophysiques et géochimiques. La chaîne d'îles volcaniques d'Hawaii a été la principale anomalie volcanique utilisée pour expliquer la théorie des panaches (Morgan, 1972 et Wilson, 1963).

### Alignements volcaniques
La linéarité apparente des îles de cette chaîne et leur distribution en âges progressifs s'explique dans ce contexte comme étant le résultat de l'action de la remontée d'un panache du manteau profond ves la croûte inférieure, en un point fixe, et formant à son effusion une traînée d'îles, du fait du mouvement des plaques lithosphériques (Morgan, 1972).

### Géochimie
L'étude des isotopes de l'hélium fournit de précieuses informations. L'hélium 3 est un isotope rare sur Terre. Il a été produit essentiellement par la nucléosynthèse primordiale comme l'hélium 4, plus commun. Il a été incorporé dans les matériaux terrestres lors de la formation de la Terre, mais contrairement à l'hélium 4 qui est généré par radioactivité alpha, la quantité d'hélium 3 sur Terre est partie d'une valeur initiale qui a décru par dégazage et échappement atmosphérique. Dans les MORB (basaltes des dorsales océaniques) et surtout dans les OIB (basaltes des îles océaniques), notamment dans les laves hawaïennes, des rapports isotopiques 3He/4He anormaux ont été découverts, ce qui signifie qu'ils portent la signature d'un manteau terrestre primitif, non dégazé.
Cependant, des explications alternatives à cette anomalie géochimique ont été proposées (Anderson, 1998).

### Anomalies géophysiques
Des anomalies géophysiques ont été identifiées en mesurant les variations temporelles et spatiales de la vitesse des ondes sismiques au travers du globe. Un corps fluide possédant une densité faible (c'est le cas des panaches chauds ou d'un manteau plus liquide) se traduit par une vitesse d'ondes sismiques plus faible que le manteau l'entourant. L'observation des régions où les ondes sismiques ont plus de peine à progresser mettent clairement en évidence des régions où le manteau est anormalement chaud, comme observé sous Hawaii (Ritsema et al., 1999).
Plus généralement, les scientifiques peuvent, par l'usage d'un réseau dense de sismomètres et par la technique de la tomographie, construire des images en 3 dimensions des vitesses d'ondes afin d'identifier des structures verticales pouvant être des panaches (Yuan et Dueker, 2005). La dynamique en surface et un flux élevé de chaleur sont d'autres indicateurs des panaches (Burov, 2005).
Des différences de densité entre un panache et un matériau plus tempéré l'entourant permettent aux scientifiques de distinguer les deux. Les ondes sismiques générées par les séismes de forte magnitude sont utilisées pour déterminer la structure interne de la Terre : elles sont ralenties en traversant les matériaux à faible densité.
En analysant les ondes P, un groupe de scientifiques de Princeton a identifié 32 régions internes du globe où ces ondes circulent de manière plus lente que la moyenne. Leur conclusion est que ces zones sont des panaches. La même équipe a aussi utilisé des ondes S pour montrer que ces panaches s'étendaient jusqu'à la discontinuité noyau - manteau, aussi nommée « Discontinuité de Gutenberg » (Montelli et al., 2004).
La modélisation informatique des panaches montre qu'un changement de composition des panaches montants peut leur donner des formes diffuses et variantes, en opposition au modèle premier des panaches, premièrement envisagés comme en forme de champignons, homogènes (Farnetani et Samuel, 2005).

## Panaches fantômes
En 2025, une étude interdisciplinaire établit la présence d'un panache amagmatique (c-à-d., sans magmatisme associé), dit « fantôme », dans l'est d'Oman : le panache de Dani. Malgré l'absence actuelle de volcanisme en surface, ce panache est imagé sans ambiguïté par les anomalies de temps d'arrivée des ondes P et S des séismes lointains, enregistrés par un réseau sismique régional dense. L'existence d'une anomalie thermique positive est corroborée par un enfoncement d'environ 14 km de la discontinuité de 410 km et une élévation d'environ 20 km de la discontinuité de 660 km. La zone à faible vitesse est surmontée d'une topographie positive dans une région soulevée sans raison apparente depuis la fin de l'Éocène (environ 40 Ma). Les reconstructions cinématiques démontrent que l'écoulement asthénosphérique associé au panache de Dani a modifié le mouvement de la plaque indienne à la fin de l'Éocène, marquant probablement l'arrivée de ce panache sous la lithosphère.
Il est plausible qu'existent d'autres panaches fantômes : sous la mer de Corail (une zone à faible vitesse s'y étend de la lithosphère à la limite noyau-manteau), sous le continent africain, où l'épaisseur de la lithosphère limite la fusion par décompression (en plus des points chauds magmatiques de l'Afar, du Hoggar et du Tibesti, plusieurs soulèvements anorogéniques et amagmatiques importants ont été identifiés) et dans les régions les plus anciennes de l'océan Pacifique, sous-tendues par une lithosphère océanique particulièrement épaisse et froide (il existe des soulèvements s'étendant sur des distances de l'ordre du millier de kilomètres, qui ne sont pas associés aux panaches mantelliques connus). Il a dû y avoir aussi des panaches fantômes dans le passé géologique, notamment sous les continents nord-américain et australien. La présence de ces panaches fantômes pourrait conduire à réviser les estimations du flux de chaleur à la limite noyau-manteau.